# (21087) Petsimpallas
(21087) Petsimpallas  es un asteroide perteneciente al cinturón de asteroides, descubierto el 30 de enero de 1992 por Eric Walter Elst desde el Observatorio La Silla, en Chile.

## Designación y nombre
Petsimpallas se designó inicialmente como 1992 BH2.
Más adelante fue nombrado en honor al naturalista alemán Peter Simon Pallas (1741-1811).

## Características orbitales
Petsimpallas orbita a una distancia media del Sol de 2,6787 ua, pudiendo acercarse hasta 2,1814 ua y alejarse hasta 3,1761 ua. Tiene una excentricidad de 0,1856 y una inclinación orbital de 11,1861° grados. Emplea en completar una órbita alrededor del Sol 1601 días.

## Características físicas
Su magnitud absoluta es 13,4. Tiene 5,452 km de diámetro. Su albedo se estima en 0,312.